# Mapiripán
Mapiripán est une municipalité située dans le département de Meta en Colombie.